# Przeworsk
Przeworsk è una città polacca del distretto di Przeworsk nel voivodato della Precarpazia.
Ricopre una superficie di 21,98 km² e nel 2004 contava 15 713 abitanti.